# Rhodes College
Das Rhodes College ist ein privates Liberal Arts College in Memphis im US-Bundesstaat Tennessee. Die 1848 von Freimaurern gegründete Hochschule wurde 1855 den Presbyterianischen Kirchen angegliedert. Etwa 1700 Studenten sind eingeschrieben.

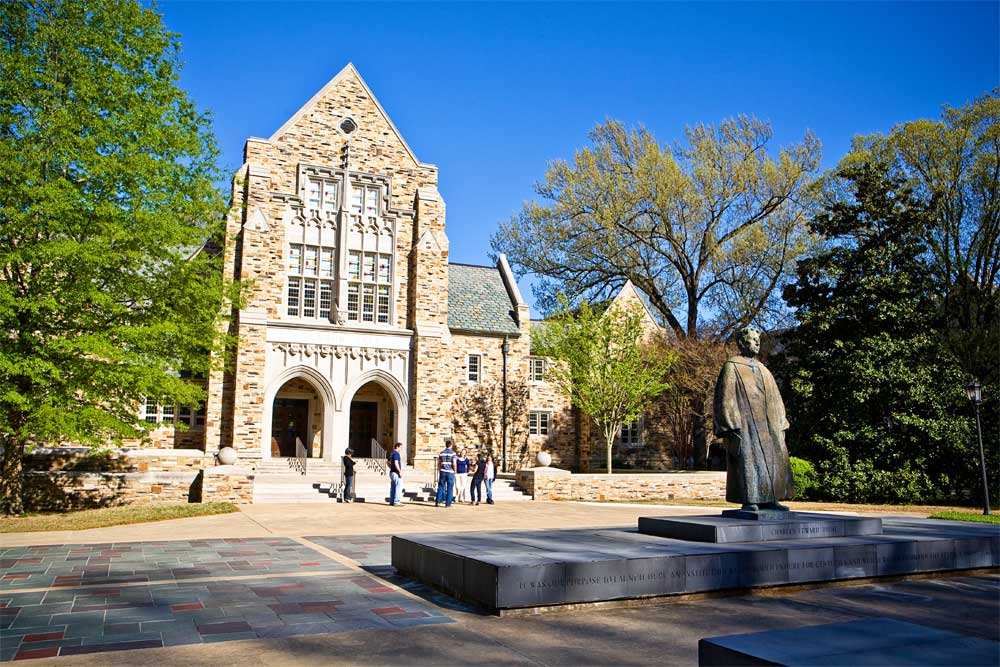
Burrow Hall und Diehl-Statue

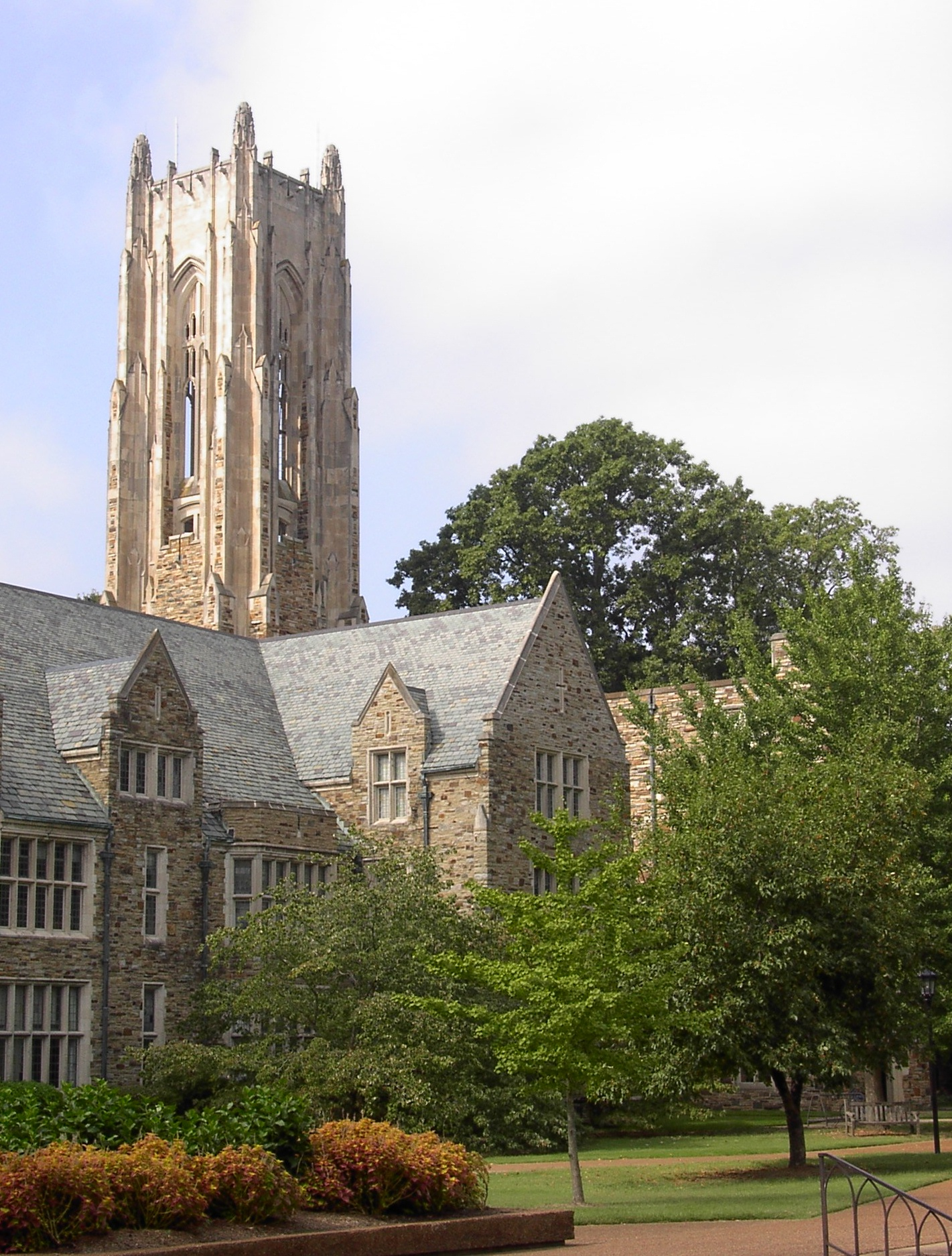
Palmer Hall, Halliburton Tower

## Geschichte
Die Ursprünge des Rhodes College gehen auf die 1848 in Clarksville, Tennessee, von der Grand Masonic Lodge of Tennessee gegründete Masonic University of Tennessee zurück. Die Hochschule wurde 1850 in Montgomery Masonic College und später zu Ehren ihres damaligen Präsidenten in Stewart College (1855) umbenannt. Unter Stewarts Führung ging die Kontrolle über das College von den Freimaurern auf die Presbyterianische Kirche über. 1875 wurde eine theologische Fakultät eingerichtet, die bis 1917 bestand, und das College in Southwestern Presbyterian University umbenannt.
1925 initiierte President Charles Edward Diehl den Umzug nach Memphis, Tennessee. Der Campus in Clarksville beherbergte später die Austin Peay State University. In dieser Zeit wurde der Name auf Southwestern verkürzt, um 1945 dann wiederum in Southwestern of Memphis geändert zu werden, zur besseren Unterscheidung von anderen Institutionen mit dem Namen „Southwestern.“
1984 bekam das College zu Ehren seines früheren Präsidenten und Nachfolger Diehls, Peyton Nalle Rhodes, seinen heutigen Namen Rhodes College. Seit 1984 hat sich Rhodes von einer regional zu einer überregional anerkannten Liberal Arts College entwickelt. Mit dem Anstieg der Immatrikulationszahlen erhöhte sich auch der Anteil an Studenten von außerhalb Tennessees.
Der heutige (und 19.) Präsident des Rhodes College ist seit 1999 William E. Troutt.

## Lehre
Das akademische Leben am Rhodes College ist geprägt durch Kurse in kleinen Gruppen. Die Studierenden werden zu ehrenamtlichem Engagement ermutigt, was dem College 2010 den 1. Platz in einem von der Newsweek veröffentlichten Hochschulranking im Bereich gesellschaftliches Engagement einbrachte.
Etwa ein Drittel der Absolventen absolvieren direkt nach dem Abschluss ein Aufbaustudium (Graduate School). Die Akzeptanzquote von Rhodes Alumni an Law- und Business Schools beträgt etwa 95 %, während die Übergangsquote auf Medical Schools beinahe doppelt so hoch wie der Landesdurchschnitt ist.

Rhodes fand Eingang in Loren Popes Colleges That Change Lives und erschien 2008 auf der Titelseite des Princeton Review Complete Book of Colleges. U.S. News and World Report rankt Rhodes beständig im landesweiten „Top Tier“ der Liberal Arts Colleges, 2012 auf Platz 52. Forbes ordnete Rhodes 2010 in seiner Veröffentlichung America's Best Colleges auf Platz 47 aller US-amerikanischen Colleges ein.

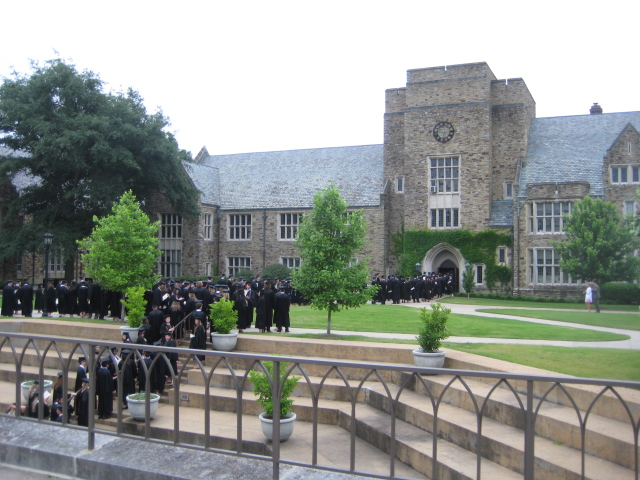
Palmer Hall während einer akademischen Feier, 2011

## Campus
Der Campus erstreckt sich auf einem 40 Hektar (100 Acres) großen Gelände in Midtown Memphis, gegenüber dem Overton Park und dem Memphis Zoo gelegen. Die oft für ihre Schönheit gerühmte Anlage ist geprägt durch Gebäude im gotischen Baustil, von denen momentan 13 im National Register of Historic Places aufgeführt sind.
Die ältesten Gebäude, Palmer Hall (1925), Kennedy Hall (1925), und die Robb und White Wohnheime(1925) wurden von Henry C. Hibbs in Zusammenarbeit mit Charles Klauder, dem Architekten vieler Gebäude in Princeton, errichtet.

Rhodes bewahrt seine gotische College-Architektur auch heute. Das jüngste Beispiel ist die 2005 im Stile einer gotischen Kathedrale erbaute Paul Barrett Library. 

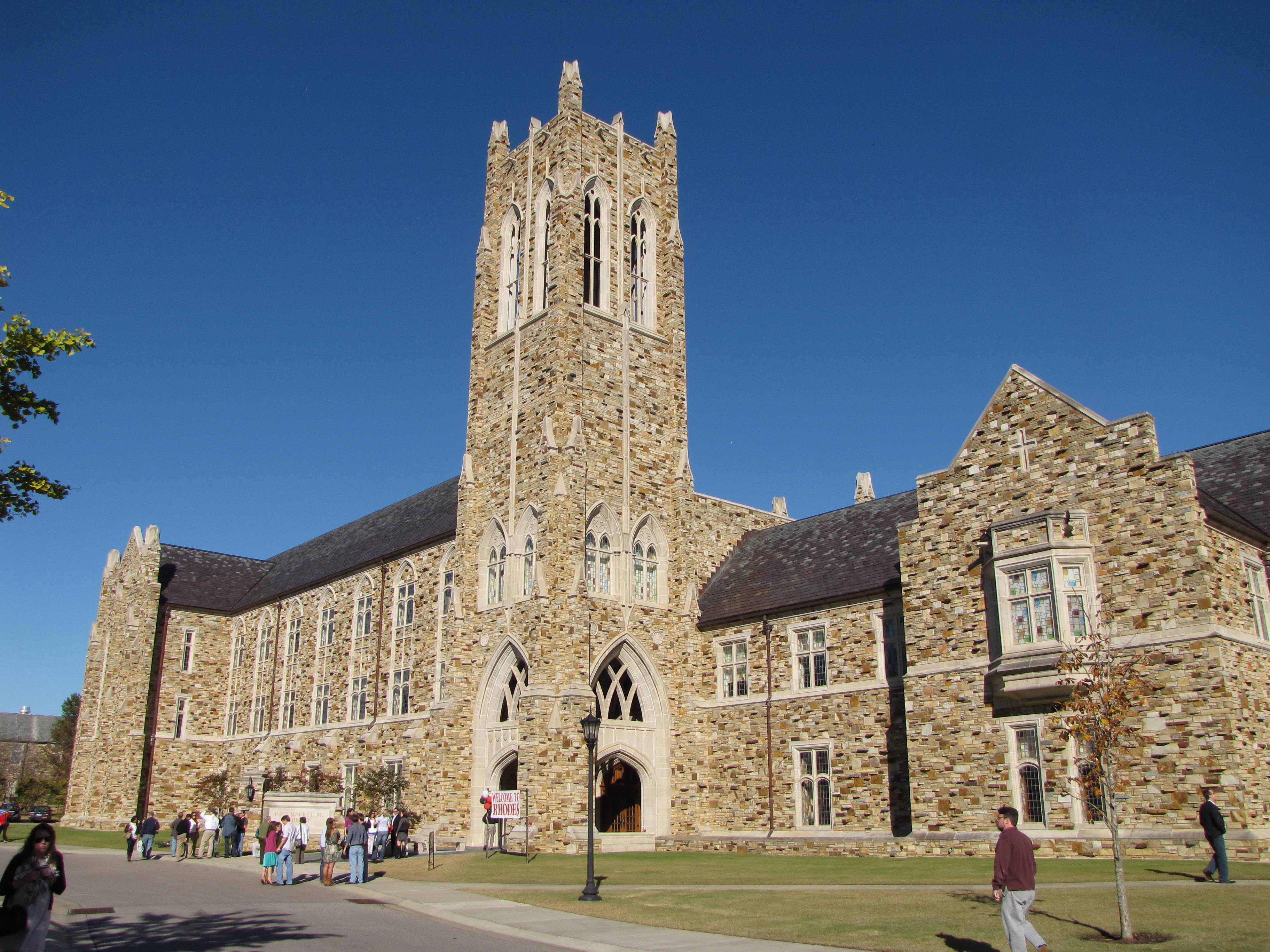
Paul Barrett Library

1984 wurde auf dem Campus des Rhodes College der Film Zoff in der Hoover-Academy gedreht.

## Studierende und Lehrende
Derzeit sind 1712 Studenten aus 46 Bundesstaaten immatrikuliert, von denen 58 % weiblich und 42 % männlich sind. Außerdem studierten 2010/2011 74 ausländische Studierende aus 15 Ländern am Rhodes College, die seit 2010 in der International Students Association organisiert sind. Das Betreuungsverhältnis betrug 10:1 und die mittlere Gruppengröße in den Veranstaltungen 13 Studierende. Unter 32 Hauptfächern (davon 8 interdisziplinäre) sind die beliebtesten Biologie, Geschichte, Englisch, Wirtschaftswissenschaften und Psychologie.

## College Sport
Das Maskottchen des Rhodes College ist der Luchs, die Farben Schwarz und Rot.
Die Mannschaften treten in der Southern Collegiate Athletic Conference innerhalb der NCAA Division III an. Rhodes kann auf 5 nationale Meisterschaften zurückweisen, einer davon 1961 im Baseball, die vier anderen im "Mock trial".

## Persönlichkeiten

### Lehre
- Susan Bies, Mitglied des Board of Governors of the Federal Reserve
- Andrew A. Michta, M.W. Buckman-ausgezeichneter Professor für Internationale Beziehungen
- Robert Penn Warren, Pulitzer-Preis Empfänger, Autor von All the King’s Men
- Dave Wottle, Olympiasieger über 800 Meter 1972 in München

### Alumni

#### Wissenschaft
- David Alexander, Präsident des Rhodes College und Pomona College
- Harry L. Swinney, Direktor des Zentrums für Nichtlineare Dynamik an der University of Texas in Austin.
- Mark D. West, University of Michigan Law School Associate Dean für Akademische Angelegenheiten

#### Wirtschaft
- John H. Bryan, früherer CEO von Sara Lee und Mitglied des Vorstands bei Goldman Sachs

#### Politik, Legislative und Militär
- Bill Alexander, US-Kongressabgeordneter aus Arkansas
- Amy Coney Barrett, US-amerikanische Bundesrichterin
- Theodore M. Brantley, Oberster Richter am Montana Supreme Court (1899–1922)
- Jasmine Crockett, Kongressabgeordnete (seit 2023)
- Abe Fortas, Richter am U.S. Supreme Court (1965–1969), unterlegener Kandidat für den Posten des obersten Richters der USA
- Claudia Kennedy, erste Frau im Range eines 3-Sterne-Generals der US Army, Mitglied der Military Intelligence Hall of Fame
- Alison Lundergan Grimes, erste Frau als Secretary of State Kentuckys

#### Literatur und Kunst

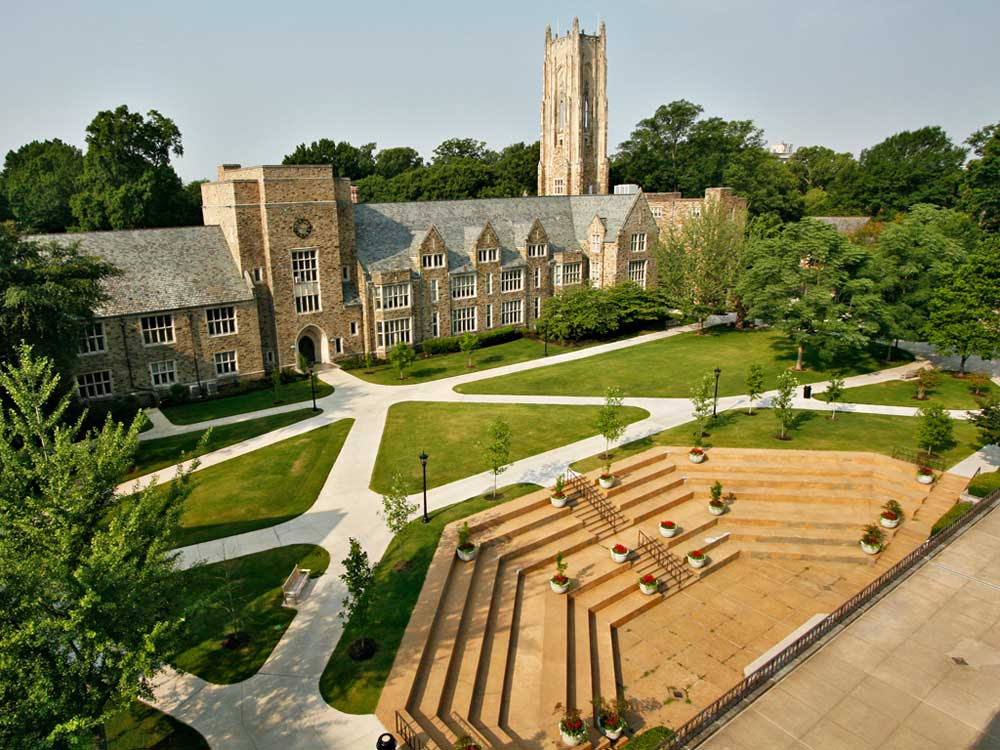
Frazier Jielke Amphitheatre